# Humerana humeralis
Humerana humeralis е вид земноводно от семейство Водни жаби (Ranidae).

## Разпространение
Видът е разпространен в Бангладеш, Индия, Мианмар и Непал.